# Quyền LGBT ở Samoa
Quyền đồng tính nữ, đồng tính nam, song tính và chuyển giới (tiếng Samoa: ???; tiếng Anh: lesbian, gay, bisexual and transgender) ở Samoa phải đối mặt với những thách thức pháp lý mà những người không phải LGBT phải đối mặt. Các hành vi tình dục đồng giới là bất hợp pháp, bị phạt tới 7 năm tù, nhưng luật là không được thi hành.
Xã hội Samoa có xu hướng rất khoan dung với chuyển giới, nhưng không phải là đồng tính luyến ái. Có một truyền thống lâu đời về việc nuôi dạy một số bé trai là con gái đóng một vai trò quan trọng trong nước trong đời sống cộng đồng của người Samoa. Những cá nhân như vậy được gọi là fa'afafine. Các nhóm ủng hộ để đại diện tốt hơn cho  fa'afafine  và việc hợp pháp hóa đồng tính luyến ái bao gồm Hiệp hội Samoa Fa'afafine, coi luật chống đồng tính là cản trở sự kết hợp hoàn toàn của cả  fa'afafine  và đồng tính nam và đồng tính nữ Samoa vào xã hội.
Ngoài ra, vào năm 2011, Samoa đã ký "tuyên bố chung về chấm dứt các hành vi bạo lực và vi phạm nhân quyền liên quan dựa trên xu hướng tính dục và bản dạng giới" tại Liên hợp quốc, lên án bạo lực và phân biệt đối xử với người LGBT. Bằng cách ký tuyên bố chung, Samoa đã cam kết với cộng đồng quốc tế rằng họ nhận ra những thách thức đặc biệt mà người LGBTI phải đối mặt khi xem xét qua lăng kính nhân quyền và sẽ nỗ lực chấm dứt bạo lực, trừng phạt hình sự và vi phạm quyền con người liên quan dựa trên tình dục định hướng và bản dạng giới.

## Công nhận mối quan hệ đồng giới
Vào tháng 8 năm 2012, Thủ tướng Tuilaepa Sailele Malielegaoi đã "chế giễu" ý tưởng rằng Samoa sẽ đi theo sự dẫn dắt của New Zealand trong việc hợp pháp hóa hôn nhân đồng giới. Khi được hỏi liệu anh ấy có ủng hộ hợp pháp hóa không, anh ấy nói: "Bạn đang mơ." Ông nhắc lại vị trí này, trên cơ sở tôn giáo rõ ràng, vào tháng 3 năm 2013.
Quan điểm của tôi với tư cách là người lãnh đạo Samoa về vấn đề hôn nhân đồng tính này rất đơn giản: Không có cách nào, không có gì, rằng vấn đề này sẽ được xem xét ở Samoa. Quốc hội Samoa sẽ không bao giờ xem xét một dự luật như thế này, ít nhất là không phải trong thời đại của tôi. Đó là quan điểm mạnh mẽ và kết hợp của chính phủ Samoa và các giáo phái tôn giáo của đất nước. Chúng tôi đoàn kết chống lại điều này bởi vì Samoa được thành lập dựa trên niềm tin Kitô giáo. Và niềm tin Kitô giáo chống lại loại hành vi này mà Kinh thánh nêu ra, là lý do cho lời nguyền đã mang đến sự hủy diệt trên Gomorrah và Sodom. Rất rõ ràng rằng bí tích hôn nhân là giữa một người đàn ông và một người phụ nữ. Hôn nhân đồng giới là một tội lỗi. Và cho dù mọi người trình bày vấn đề này như thế nào, bất kể họ gói gọn nó như thế nào, chỉ có một sự thật và đó là loại hành vi này là một tội lỗi.
Vào tháng 10 năm 2013, Thủ tướng đã đích thân chỉ trích cuộc hôn nhân của một người đàn ông Samoa đồng tính ở New Zealand.
Vào tháng 9 năm 2017, Thủ tướng Tuilaepa Sailele Malielegaoi đã loại trừ việc hợp pháp hóa phá thai và hôn nhân đồng giới đã bị loại trừ ở Samoa Đảng bảo vệ nhân quyền vẫn nắm quyền. Ông nói rằng chính phủ của ông sẽ không bao giờ cho phép cái mà ông gọi là "tập quán bá đạo" ở Samoa và rằng "Nó sẽ không bao giờ được chính phủ chấp nhận vì nó làm suy yếu truyền thống và văn hóa của chúng tôi."
Vào tháng 11 năm 2017, phó bộ trưởng Bộ Công nghệ Thông tin và Truyền thông Samoa đã cáo buộc Liên Hợp Quốc bí mật thúc đẩy hôn nhân đồng giới ở Samoa. Ngoài ra, ông khẳng định Samoa sẽ "không bao giờ" hợp pháp hóa hôn nhân đồng giới.
Vào tháng 12 năm 2017, Thủ tướng Tuilaepa Sailele Malielegaoi đã mô tả hôn nhân đồng giới là một "sự ghê tởm" và "thực hành Sodom và Gomorrah" không có quốc gia Kitô giáo đích thực nào trên thế giới cho phép và nó sẽ không được phép ở Samoa miễn là vẫn là một quốc gia Kitô giáo".
Các nhà hoạt động và các thành viên của "Hiệp hội Samoa Fa'afafine" đã phản đối hôn nhân đồng giới vào năm 2013, và cho biết vào năm 2017 rằng đó không phải là ưu tiên của hiệp hội nhiều như "việc thúc đẩy quyền con người và giảm phân biệt đối xử và bạo lực dựa trên bản dạng giới" và nói vào năm 2018 rằng "hôn nhân là điều ít lo lắng nhất của chúng tôi khi bạn không có việc làm, đó không phải là ưu tiên hàng đầu".

## Bảng tóm tắt
| Hoạt động tình dục đồng giới hợp pháp                                                                                       | (Đối với nam, không được thực thi)/ (Dành cho nữ)                                                                                                  |
| Độ tuổi đồng ý | (Dành cho nam)/ (Dành cho nữ) |
| Luật chống phân biệt đối xử chỉ trong việc làm                                                                              | (Từ năm 2013) |
| Luật chống phân biệt đối xử trong việc cung cấp hàng hóa và dịch vụ                                                         | No |
| Luật chống phân biệt đối xử trong tất cả các lĩnh vực khác (Bao gồm phân biệt đối xử gián tiếp, ngôn từ kích động thù địch) | No |
| Luật tội phạm thù hận bao gồm xu hướng tính dục và bản dạng giới                                                            | (Từ năm 2016) |
| Hôn nhân đồng giới | No |
| Công nhận các cặp đồng giới                                                                                                 | No |
| Con nuôi của các cặp vợ chồng đồng giới                                                                                     | No |
| Con nuôi chung của các cặp đồng giới                                                                                        | No |
| Người LGBT được phép phục vụ công khai trong quân đội                                                                       | Không có quân đội |
| Quyền thay đổi giới tính hợp pháp                                                                                           | (Samoa có một cộng đồng người chuyển giới lớn gọi là fa'afafine và fa'afatama ; nhưng không rõ ràng nếu thay đổi giới tính hợp pháp được cho phép) |
| Liệu pháp chuyển đổi bị cấm                                                                                                 | (Từ năm 2007) |
| Truy cập IVF cho đồng tính nữ                                                                                               | No |
| Mang thai hộ thương mại cho các cặp đồng tính nam                                                                           | No |
| NQHN được phép hiến máu | |